# Еккегард Шерраус
Еккегард Шерраус (нім. Ekkehard Scherraus; 1 жовтня 1919, Данциг — ?) — німецький офіцер-підводник, оберлейтенант-цур-зее крігсмаріне.

## Біографія
1 жовтня 1938 року вступив на флот. З 14 червня по липень 1943 року — командир підводного човна U-68, з 15 травня по 12 червня 1944 року — U-1225.

## Звання
- Кандидат в офіцери (1 жовтня 1938)
- Морський кадет (1 липня 1939)
- Фенріх-цур-зее (1 грудня 1939)
- Оберфенріх-цур-зее (1 серпня 1940)
- Лейтенант-цур-зее (1 квітня 1941)
- Оберлейтенант-цур-зее (1 січня 1943)